# 控制股權
控制股權（Controlling interest）或稱控制權益，指對公司擁有話事權的持股比率。這些股份可以由一人或多人擁有。基於少數服從多數的前提下，理論上這比率可以是50%加1股，或更低的比率，視乎剩餘的股份有多集中。擁有控制股權的股東，於董事局及股東大會上，持有決定性的票數，於公司營運擁有話事權。
部份國家或地區的公司法，要求3份之2的股東同意方可以通過議案，是以持有稍微多於3份之1股權的股東已經可以左右大局。福特汽車於1990年代，以33.4%小股東身份控制萬事得汽車便是其中一個較知名的例子。